# Virtual Console

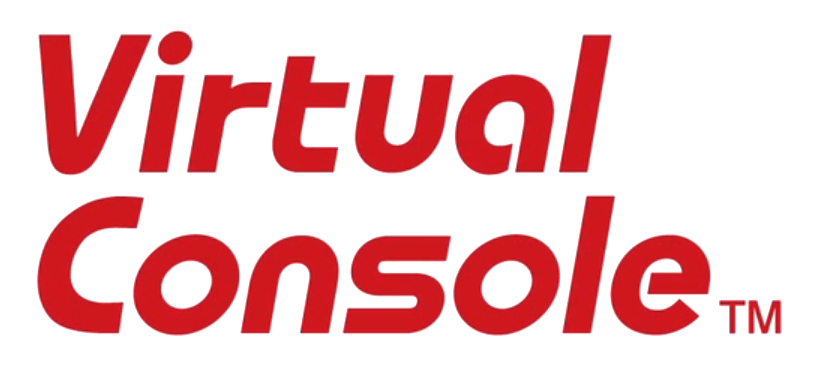
Logo služby Virtual Console™ pro Nintendo 3DS

Virtual Console™ (krátce VC) je služba Nintenda pro herní konzoli Nintendo Wii, Nintendo 3DS a Nintendo Wii U. Jejím principem je nákup her ze starších konzolí Nintenda, Segy Mega Drive a TurboGrafx-16. Představena byla bývalým ředitelem Nintenda Satoru Iwatou jako herní verze Apple iTunes dovolující nakoupit si tituly ze starších konzolí Nintenda – Nintendo NES, Nintendo SNES, Nintenda 64 a po dohodě se Segou a Hudson Softem i ze Segy Mega Drive a TurboGrafx-16.

## Podpora
Společnost Sega slíbila k dodání více než 200 titulů pro konzoli Mega Drive a Hudson Soft více než 100 titulů. Nintendo má k dispozici vlastní knihovnu titulů, která ze všech tří jejich systémů čítá takřka 1300 herních titulů. Ne všechny však mají šanci být vydány. Slíbena je i podpora pro konzoli MSX, ale zatím nebyla žádná hra ohlášena ani vydána. Dá se předpokládat, že v dalších verzích firmware by mohla být i podpora pro další herní systémy - v úvahu připadají některé verze Atari (pravděpodobně Atari 2600), celkem se i nabízí handheldy od Nintenda – Game Boy a Game Boy Color a nakonec je tu dost velká pravděpodobnost podpory nějakého další konzole ze strany Segy.
Satoru Iwata taktéž do budoucna přislíbil vznik nových her přímo pro Virtual Console, kde možná bude i podpora pro Wii Remote. Je dost pravděpodobné, že i Nintendo uvolní SDK vývojové kity, aby po vzoru Xbox Live mohly hry tvořit i nezávislé týmy.

## Ceny
Ceny her Virtual Console se všude po světě liší. Vzhledem ke kurzu pro ČR (kde se podle společnosti Conquest Entertainment chystá spuštění online služeb WiiConnect24 až na konci jara) je nejzajímavější Austrálie, která mimo jiné také leží v PAL regionu. Za peníze si můžete koupit takzvané Wii Points, které poté měníte za jednotlivé hry.
| Země                                             | NES   | SNES   | N64    | Mega Drive           | TurboGrafx-16 | MSX |
| ------------------------------------------------ | ----- | ------ | ------ | -------------------- | ------------- | --- |
| Wii Points                                       | 500+  | 800+   | 1000+  | 800+ (600+ in Japan) | 600+          |     |
| Austrálie                                        | $7.50 | $12    | $15    | $12                  | -             |     |
| Kanada                                           | $6.25 | $10    | $12.50 | $10                  | $7.50         |     |
| Evropa                                           | €5    | €8     | €10    | €8                   | €6            |     |
| Japonsko                                         | ¥500  | ¥800   | ¥1000  | ¥600                 | ¥600          |     |
| Nový Zéland                                      | $9    | $14.40 | $18    | $14.40               | -             |     |
| Velká Británie (body, zakoupené online)          | £3.50 | £5.60  | £7.00  | £5.60                | £4.20         |     |
| Velká Británie (body zakoupené jako point cards) | £3.75 | £6.00  | £7.50  | £6.00                | £4.50         |     |
| USA                                              | $5    | $8     | $10    | $8                   | $6            |     |

## Paměť a ceny
K ukládání her z VC se dá využít interní paměti, nebo SD karty. Zároveň hru nemůžete spustit na jiné konzoli než na té, na které byla stažena. Druhou možností je hru z interní paměti vymazat a až si ji bude chtít znovu zahrát, tak ji opětovně stáhnout - nyní už bezplatně. Hry jsou regionálně zamčené, tudíž hry z Japonského regionu si v Evropě zákonně nezahrajete.

## Ovládání
VC podporuje použití čtyř různých typů ovladačů - Wii Remote, Wii Classic Controller, ovladače pro Nintendo GameCube, Wii U GamePad. Jednotlivé možnosti ovládání a namapování tlačítek najdete níže. Ve hře se můžete podívat pomocí podržení tlačítka Home na ovladači. Zajímavou možností je hra Bomberman 93, která umožňuje hru až 5 hráčů po připojení kombinace pěti Wii
Remotů, Wii Classic Controllerů nebo GameCube ovladačů.
| Platforma          | Wii Remote | Classic Controller | GC Controller |
| ------------------ | ---------- | ------------------ | ------------- |
| NES                | Ano        | Ano                | Ano           |
| SNES               | Ne         | Ano                | Ano           |
| N64                | Ne         | Ano                | Ano           |
| Mega Drive/Genesis | Některé    | Ano                | Některé       |
| TurboGrafx-16      | Ano        | Ano                | Některé       |

Přiřazení tlačítek na jednotlivých ovladačích:
| NES Controller | Wii Remote | Classic Controller | GameCube Controller |
| -------------- | ---------- | ------------------ | ------------------- |
| D-Pad          | D-Pad      | D-Pad              | D-Pad               |
| A              | 2          | A                  | A                   |
| B              | 1          | B                  | B                   |
| Start          | +          | +                  | Start               |
| Select         | -          | -                  | Z                   |

| SNES Controller | Classic Controller          | GameCube Controller    |
| --------------- | --------------------------- | ---------------------- |
| D-Pad           | D-Pad, Levý Analogová Páčka | D-Pad, Analogová Páčka |
| A               | A                           | A                      |
| B               | B                           | B                      |
| X               | X                           | X                      |
| Y               | Y                           | Y                      |
| L               | L                           | L                      |
| R               | R                           | R                      |
| Start           | +                           | Start                  |
| Select          | -                           | Z                      |

| N64 Controller  | Classic Controller    | GameCube Controller |
| --------------- | --------------------- | ------------------- |
| D-Pad           | D-Pad                 | D-Pad               |
| Analogová páčka | Levá Analogová páčka  | Analogová páčka     |
| A               | A                     | A                   |
| B               | B                     | B                   |
| C Buttons       | Pravá Analogová Páčka | C-Stick             |
| L               | L                     | Z                   |
| R               | R                     | R                   |
| Z               | ZL, ZR                | L                   |
| Start           | +                     | Start               |

| Mega Drive/Genesis Controller | Wii Remote | Classic Controller | GameCube Controller |
| ----------------------------- | ---------- | ------------------ | ------------------- |
| D-Pad                         | D-Pad      | D-Pad              | D-Pad               |
| A                             | A          | Y                  | B                   |
| B                             | 1          | B                  | A                   |
| C                             | 2          | A                  | X                   |
| Start                         | +          | +                  | Start               |

| TurboGrafx-16 Controller | Wii Remote | Classic Controller | GameCube Controller |
| ------------------------ | ---------- | ------------------ | ------------------- |
| D-Pad                    | D-Pad      | D-Pad              | D-Pad               |
| I                        | 2          | A                  | A                   |
| II                       | 1          | B                  | B                   |
| Run                      | +          | +                  | Start               |
| Select                   | -          | -                  | Z                   |

## Hry
V PAL regionu, do kterého spadá i Česká republika vyšly k 23. lednu 2006 následující hry:
| Název                                | Autor                         | Cena                          | Datum Vydání                  | PEGI                          | Problémy při převodu do PAL   | Kompatibilita ovladačů        | Kompatibilita ovladačů        | Kompatibilita ovladačů |
| Název                                | Autor                         | Cena                          | Datum Vydání                  | PEGI                          | Problémy při převodu do PAL   | Wii Remote                    | GameCube                      |                        |
| Nintendo Entertainment System        | Nintendo Entertainment System | Nintendo Entertainment System | Nintendo Entertainment System | Nintendo Entertainment System | Nintendo Entertainment System | Nintendo Entertainment System | Nintendo Entertainment System |                        |
| ------------------------------------ | ----------------------------- | ----------------------------- | ----------------------------- | ----------------------------- | ----------------------------- | ----------------------------- | ----------------------------- | ---------------------- |
| Donkey Kong                          | Nintendo                      | 500 Bodů                      | 8. prosinec, 2006             | 3+                            | Problémové                    | Ano                           | Ano                           |                        |
| The Legend of Zelda                  | Nintendo                      | 500 Bodů                      | 8. prosinec, 2006             | 7+                            | Problémové                    | Ano                           | Ano                           |                        |
| Mario Bros.                          | Nintendo                      | 500 Bodů                      | 8. prosinec, 2006             | 3+                            | Problémové                    | Ano                           | Ano                           |                        |
| Wario's Woods                        | Nintendo                      | 500 Bodů                      | 8. prosinec, 2006             | 3+                            | Problémové                    | Ano                           | Ano                           |                        |
| Pinball                              | Nintendo                      | 500 Bodů                      | 15. prosinec, 2006            | 3+                            | Problémové                    | Ano                           | Ano                           |                        |
| Solomon's Key                        | Tecmo                         | 500 Bodů                      | 15. prosinec, 2006            | 3+                            | Problémové                    | Ano                           | Ano                           |                        |
| Urban Champion                       | Nintendo                      | 500 Bodů                      | 15. prosinec, 2006            | 3+                            | Problémové                    | Ano                           | Ano                           |                        |
| Donkey Kong Jr.                      | Nintendo                      | 500 Bodů                      | 22. prosinec, 2006            | 3+                            | Problémové                    | Ano                           | Ano                           |                        |
| Soccer                               | Nintendo                      | 500 Bodů                      | 22. prosinec, 2006            | 3+                            | Problémové                    | Ano                           | Ano                           |                        |
| Tennis                               | Nintendo                      | 500 Bodů                      | 22. prosinec, 2006            | 3+                            | Problémové                    | Ano                           | Ano                           |                        |
| Baseball                             | Nintendo                      | 500 Bodů                      | 29. prosinec, 2006            | 3+                            | Problémové                    | Ano                           | Ano                           |                        |
| Ice Hockey                           | Nintendo                      | 500 Bodů                      | 29. prosinec, 2006            | 7+                            | Problémové                    | Ano                           | Ano                           |                        |
| Super Mario Bros.                    | Nintendo                      | 500 Bodů                      | 5. leden, 2007                | 3+                            | Bez problémů                  | Ano                           | Ano                           |                        |
| Xevious                              | Namco                         | 500 Bodů                      | 12. leden, 2007               | 7+                            | Problémové                    | Ano                           | Ano                           |                        |
| Super Nintendo Entertainment System  |                               |                               |                               |                               |                               |                               |                               |                        |
| Donkey Kong Country                  | Rare                          | 800 Bodů                      | 8. prosinec, 2006             | 7+                            | Bez problémů                  | No                            | Ano                           |                        |
| F-Zero                               | Nintendo                      | 800 Bodů                      | 8. prosinec, 2006             | 3+                            | Problémové                    | No                            | Ano                           |                        |
| SimCity                              | Nintendo                      | 800 Bodů                      | 29. prosinec, 2006            | 3+                            | Problémové                    | No                            | Ano                           |                        |
| Super Castlevania IV                 | Konami                        | 800 Bodů                      | 29. prosinec, 2006            | 3+                            | Problémové                    | No                            | Ano                           |                        |
| Street Fighter II: The World Warrior | Capcom                        | 800 Bodů                      | 19. leden, 2007               | 12+                           | Some Problémové               | No                            | Ano                           |                        |
| Super Probotector: Alien Rebels      | Konami                        | 800 Bodů                      | 19. leden, 2007               | 12+                           | Some Problémové               | No                            | Ano                           |                        |
| Nintendo 64                          |                               |                               |                               |                               |                               |                               |                               |                        |
| Super Mario 64                       | Nintendo                      | 1000 Bodů                     | 8. prosinec, 2006             | 3+                            | Bez problémů                  | No                            | Ano                           |                        |
| Sega Mega Drive                      |                               |                               |                               |                               |                               |                               |                               |                        |
| Altered Beast                        | Sega                          | 800 Bodů                      | 8. prosinec, 2006             | 7+                            | Problémové                    | Ano                           | Ano                           |                        |
| Ecco the Dolphin                     | Sega                          | 800 Bodů                      | 8. prosinec, 2006             | 3+                            | Problémové                    | Ano                           | Ano                           |                        |
| Golden Axe                           | Sega                          | 800 Bodů                      | 8. prosinec, 2006             | 12+                           | Problémové                    | Ano                           | Ano                           |                        |
| Sonic The Hedgehog                   | Sega                          | 800 Bodů                      | 8. prosinec, 2006             | 3+                            | Problémové                    | Ano                           | Ano                           |                        |
| Columns                              | Sega                          | 800 Bodů                      | 15. prosinec, 2006            | 3+                            | Problémové                    | Ano                           | Ano                           |                        |
| Dr. Robotnik's Mean Bean Machine     | Sega                          | 800 Bodů                      | 15. prosinec, 2006            | 3+                            | Problémové                    | Ano                           | Ano                           |                        |
| Gunstar Heroes                       | Treasure Co. Ltd              | 800 Bodů                      | 15. prosinec, 2006            | 3+                            | Problémové                    | Ano                           | Ano                           |                        |
| Ristar                               | Sega                          | 800 Bodů                      | 15. prosinec, 2006            | 3+                            | Problémové                    | Ano                           | Ano                           |                        |
| Space Harrier II                     | Sega                          | 800 Bodů                      | 22. prosinec, 2006            | 7+                            | Problémové                    | Ano                           | Ano                           |                        |
| ToeJam & Earl                        | Sega                          | 800 Bodů                      | 22. prosinec, 2006            | 3+                            | Problémové                    | Ano                           | Ano                           |                        |
| Turbografx                           |                               |                               |                               |                               |                               |                               |                               |                        |
| Bomberman '93                        | Hudson Soft                   | 600 Bodů                      | 8. prosinec, 2006             | 3+                            | Bez problémů                  | Ano                           | Ano                           |                        |
| Bonk's Adventure                     | Hudson Soft                   | 600 Bodů                      | 8. prosinec, 2006             | 3+                            | Bez problémů                  | Ano                           | Ano                           |                        |
| Dungeon Explorer                     | Hudson Soft                   | 600 Bodů                      | 8. prosinec, 2006             | 12+                           | Bez problémů                  | Ano                           | Ano                           |                        |
| Super Star Soldier                   | Hudson Soft                   | 600 Bodů                      | 8. prosinec, 2006             | 7+                            | Bez problémů                  | Ano                           | Ano                           |                        |
| Victory Run                          | Hudson Soft                   | 600 Bodů                      | 8. prosinec, 2006             | 3+                            | Bez problémů                  | Ano                           | Ano                           |                        |
| Alien Crush                          | Hudson Soft                   | 600 Bodů                      | 15. prosinec, 2006            | 3+                            | Bez problémů)                 | Ano                           | Ano                           |                        |
| Military Madness                     | Hudson Soft                   | 600 Bodů                      | 22. prosinec, 2006            | 7+                            | Bez problémů                  | Ano                           | Ano                           |                        |
| R-Type                               | Irem/Hudson Soft              | 800 Bodů                      | 29. prosinec, 2006            | 7+                            | Bez problémů                  | Ano                           | Ano                           |                        |
| Motoroader                           | Hudson Soft                   | 600 Bodů                      | 5. leden, 2007                | 7+                            | Bez problémů                  | Ano                           | Ano                           |                        |

## Problémy
Na VC jsou už od počátku stížnosti
- Domácí japonský region má nejvíce her
- Vycházejí málo kvalitní hry (kvantita na úkor kvality)
- Hry jsou dělané narychlo a jsou zbytečně nedoladěné
- Spousta PAL her běží kvůli nevhodné optimalizaci pomaleji
- Ceny her – zejména v porovnání s cenou originálních her například na eBayi